# Vakinankaratra
Vakinankaratra je region ve středu Madagaskaru. Hlavní město regionu je Antsirabe. Vakinankaratra má rozlohu 16 599 kilometrů čtverečních a v roce 2018 zde žilo žije zde 2 074 358 obyvatel.

## Historie
Království Vakinankaratra, známé jako království řeky Andrantsay, bylo založeno na počátku 17. století Andrianonem, princem původem z Alasory, jižně od Antananarivy. Hlavním městem království bývala Fivavahana v dnešním okrese Betafo.
Posledním vládcem Andrantsayského království byl Andriamanalinarivo, který byl na trůnu, když na začátku 19. století dobyl oblast imerinský král Andrianampoinimerina za pomoci mladého knížete Radamy. Území bylo integrováno do království Imerina pod novým názvem Vakinankaratra.
Během koloniálního období se centrum regionu přesunulo do Antsirabe.

## Populace
Vakinankaratra je druhá nejlidnatější oblast Madagaskaru a má druhou nejvyšší hustotu obyvatelstva, před ní je pouze Analamanga, kde se nachází hlavní a největší město ostrova Antananarivo. V roce 2018 měla Vakinankaratra 2 074 358 obyvatel a průměrnou hustotu 117,0 obyvatel na km². Drtivá většina populace patří k etnické skupině Merina.

## Ekonomika
Vakinankaratra vytváří 10 % HDP Madagaskaru. Je zde významný textilní průmysl a je hlavní oblastí produkce luštěnin na ostrově. Dodává také 65 % mléka vyrobeného na Madagaskaru.

## Geografie
Vakinankaratra se nachází v centrální vysočině Madagaskaru. Region pokrývá oblast o rozloze 16 599 km2, což z něj činí třetí nejméně rozsáhlý region na Madagaskaru. Hraničí s regionem Bongolava na severozápadě, Itasy na severu, Analamanga na severovýchodě, Alaotra Mangoro a Atsinanana na východě, Amoron'i Mania na jihu a Menabe na západě.

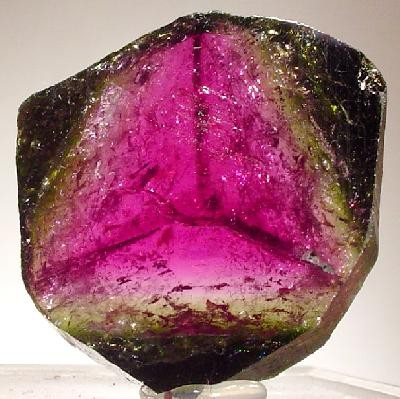
Leštěný plátek liddicoatitu z okresu Betafo

Ve Vakinankaratře se nachází řada vzácných minerálů, včetně ferrokolumbitu, liddicoatitu a londonitu.

## Voda
- Jezero Tritriva (15 km od Antsirabe)
- Jezero Andraikiba (7 km od Antsirabe)
- Jezero Tatamarina (v Betafu)
- Řeka Mania teče jižně od Antsirabe
- Řeka Onive v Tsinjoarivu, Antanifotsy a Ambatolampy
- Řeka Andromba v Behenjy
- Řeka Sahasarotra

## Chráněné oblasti
- Nová chráněná oblast Manjakatompo Ankaratra
- Národní park Faratsiho

## Administrativní dělenní
Vakinankaratra je rozdělena do sedmi okresů, které jsou rozděleny do 86 obcí.
- Okres Ambatolampy – 19 obcí
- Okres Antanifotsy – 13 obcí
- Okres Antsirabe I – 1 obec
- Okres Antsirabe II – 20 obcí
- Okres Betafo – 18 obcí
- Okres Faratsiho – 9 obcí
- Okres Mandoto – 9 obcí

## Doprava

### Letiště
- Letiště Antsirabe

### Silnice
- Státní silnice 7 – hlavní silnice vedoucí ze severu na jih
- Státní silnice 43 – (Analavoury – Ambohibary)
- Státní silnice 34 (Antsirabe – Malaimbandy)
- Provinční silnice 73 (Tsiafajavona Ankaratra – Ambatolampy)
- Provinční silnice 111 (Antanifotsy – Tsarahonenana Sahanivotry)
- Provinční silnice 122 (Antsirabe – Soanindrariny)
- Provinční silnice 123 (Tsarahonenana Sahanivotry – Antanambao)

### Železnice
- Madarail – Antananarivo–Antsirabe (159 km) – v současné době uzavřena kvůli zřícení mostu přes řeku Sasaony 19 km od Antananariva[2]

## Sporty

### Fotbal
- FC Vakinankaratra (několikanásobní mistři Madagaskaru)
- FC Jirama Antsirabe

### Basketbal
- GNBC

## Galerie

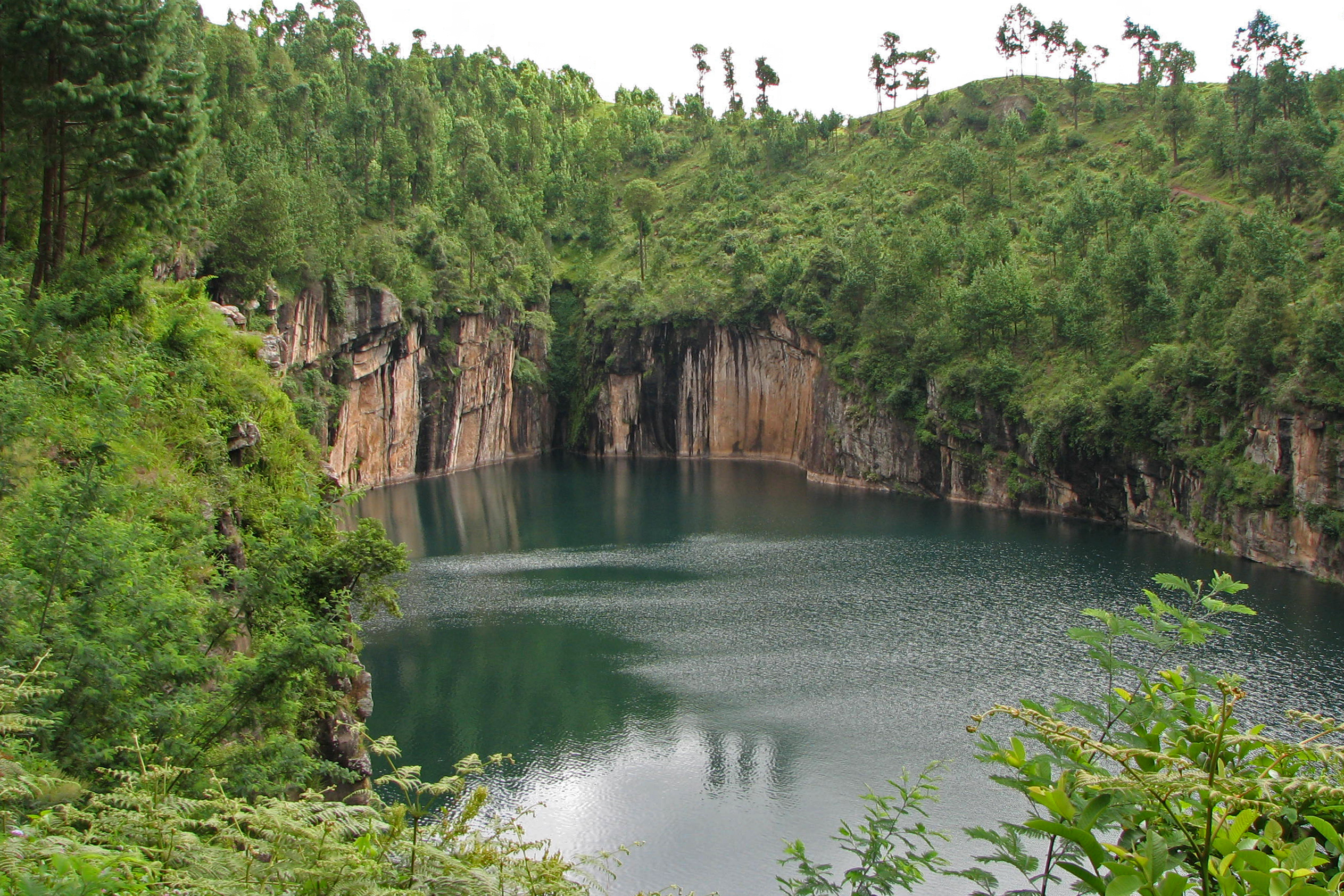
Jezero Tritriva
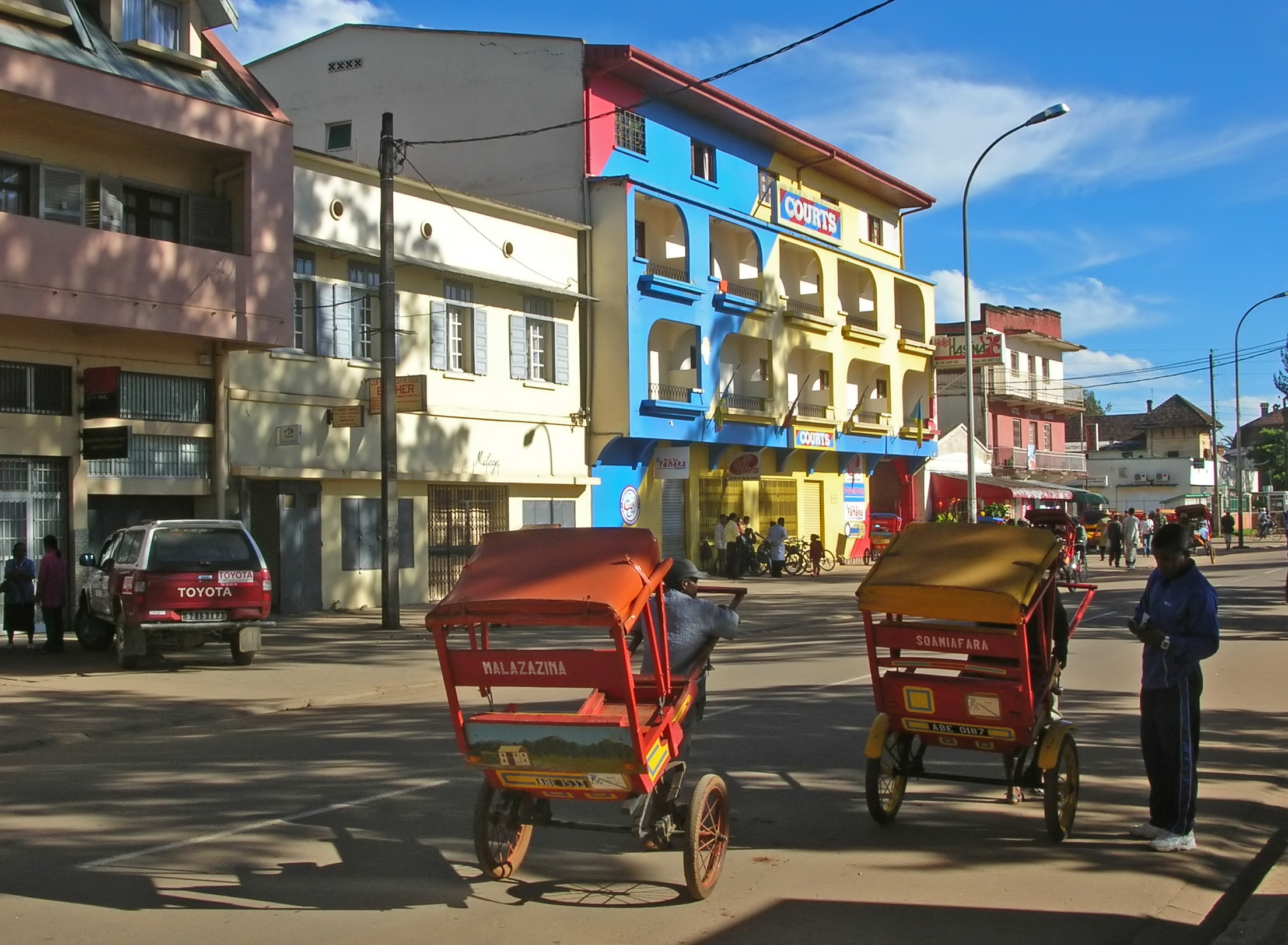
Antsirabe
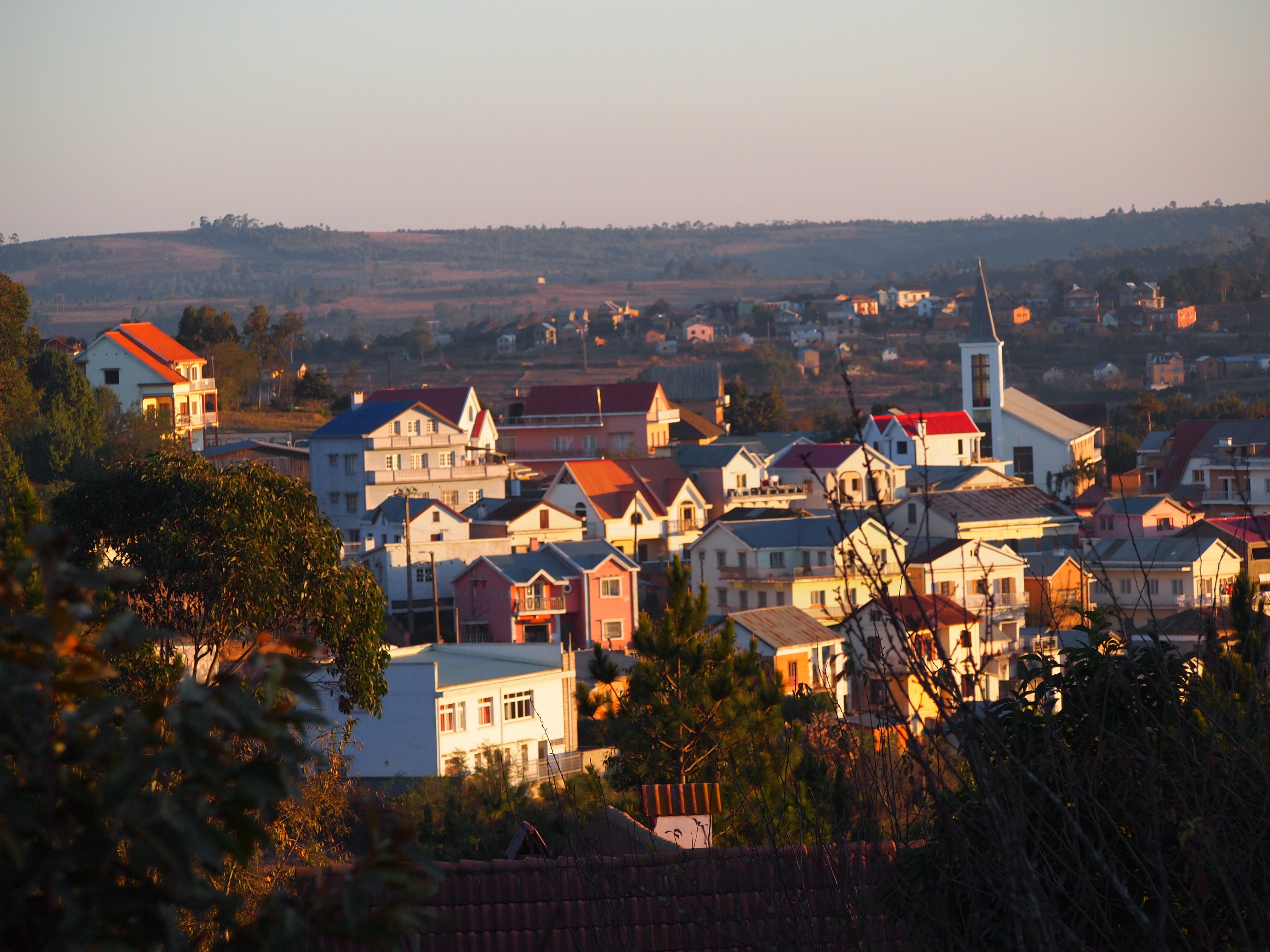
Ambatolampy
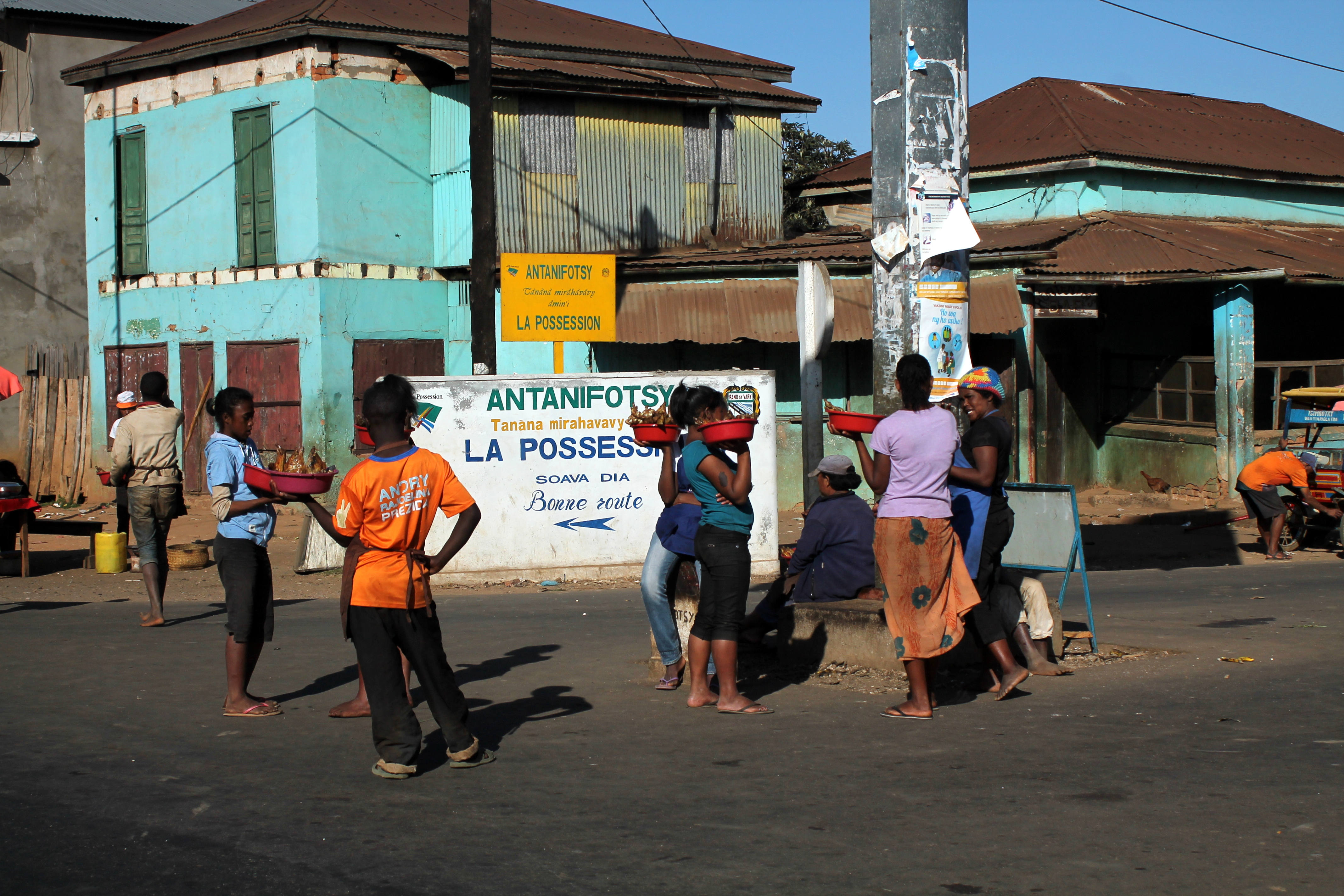
Antanifotsy
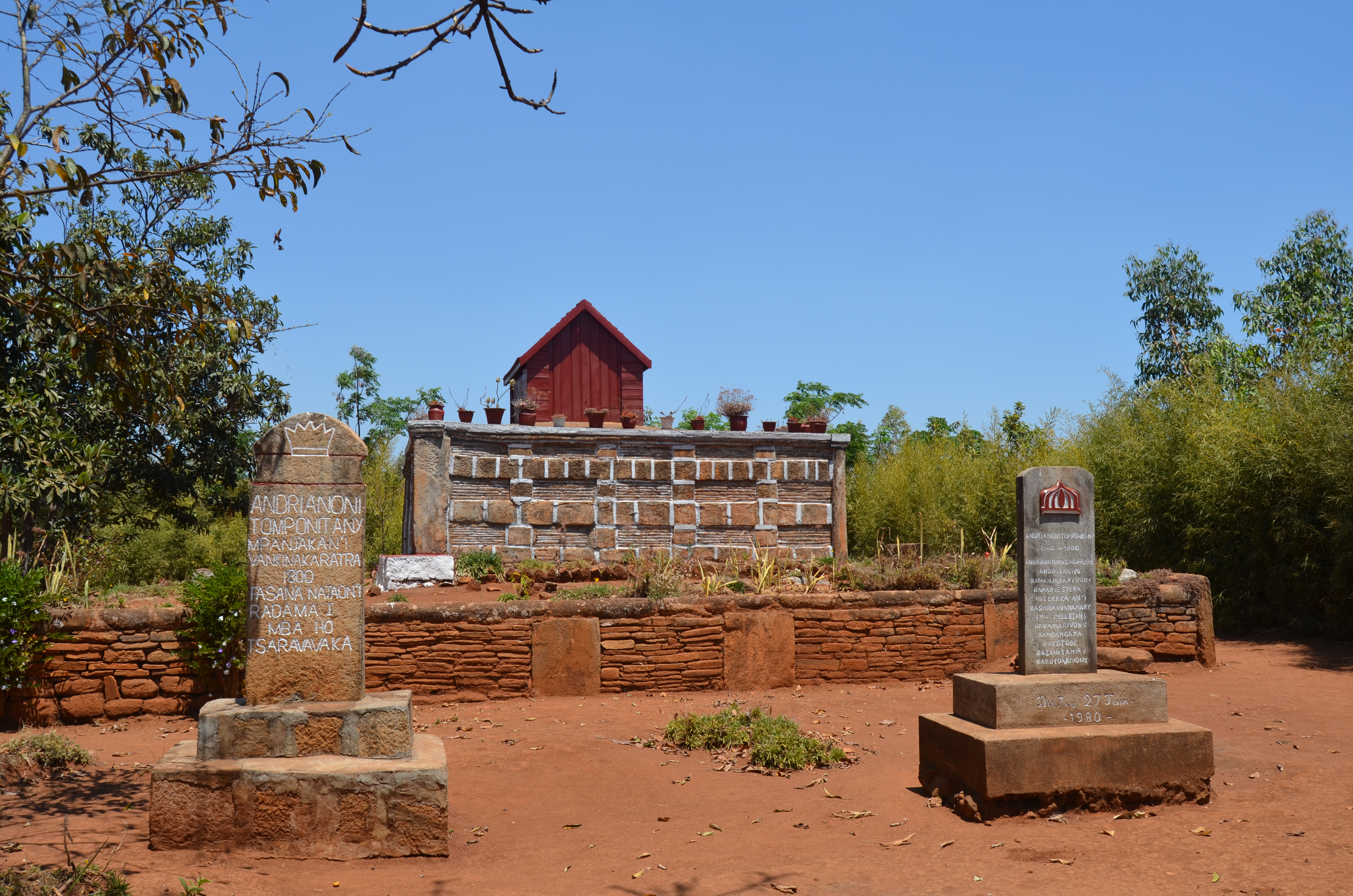
Královské hrobky v Betafu